# Moser (Mattighofen)
Moser is een Oostenrijks historisch merk van motorfietsen.
De bedrijfsnaam was: Firma Moser & Co. Motorradbau, Mattighofen.
Hans Trunkenpolz begon in 1934 in Mattighofen een slotenmakerij annex autowerkplaats. Na de Tweede Wereldoorlog stond zijn bedrijf bekend als "Firma Moser & Co". In 1953 ging Trunkenpolz onder die naam ook motorfietsen met 98- en 123cc-Rotax-blokken bouwen. Daarmee schiep hij de basis voor het latere merk KTM.